# Reinaldo de Haifa
Reinaldo de Haifa (en francés: Renaud d'Haifa, en latín: Reginaldus Cayphæ, antes de 1198-después de 1232), fue chambelán del Reino de Jerusalén.
Fue el hijo más joven de Payen II de Haifa y su esposa Hodierna. Su hermano mayor fue Rohard II que sucedió a su padre en 1198 como señor de Haifa.
Con el regreso de Jerusalén a los cristianos en 1229 por el Tratado de Jaffa, fue nombrado allí castellano, y como tesorero del reino de Jerusalén. Ocupó el cargo de castellano hasta 1230 y el cargo de chambelán en 1232.
Se casó con Isabel de Beirut, la hija mayor de Guido de Beirut y Juliana de Cesarea. Con ella Reinaldo tuvo siete hijos:
- Hugo;
- Felipe;
- Juan, señor de Cossie (en Chipre), chambelán de Jerusalén, se casó con Isabel de Mallenbec;
- Guido;
- Odiard, se casó con Raimundo Blondiau;
- Sibila, se casó con Juan de Morf;
- Havise, se casó con Daniel de Mallenbec (prima Isabel de Mallenbec).